# 奥斯佩达莱托-埃乌加内奥
奥斯佩达莱托-埃乌加内奥（義大利語：Ospedaletto Euganeo），是意大利威尼托大区帕多瓦省的一个市镇。总面积21.41平方公里，人口5908人，人口密度275.9人/平方公里（2009年）。国家统计（ISTAT）代码为028059。